# يورغن رايت كابيلين
يورغن رايت كابيلين (بالنرويجية البوكمول: Jørgen Wright Cappelen)‏ هو بائع كتب نرويجي، ولد في 10 أغسطس 1805، وتوفي في 1878.